# Izvor istoric
Izvoarele sunt în știința istorică documente sau texte care oferă informații despre trecut. Izvoarele pot fi de mai multe feluri: epigrafice (însumând inscripții pe piatră, lemn, ceramică, metal ș.a.), cronici, juridice (colecții de legi de drept religios, penal sau civil), numismatice (monede, mijloace de plată), heraldice, sigilografice, vexiologice, cartografice sau iconografice (tablouri votive în lăcașe de cult).